# Pfadfindergrab

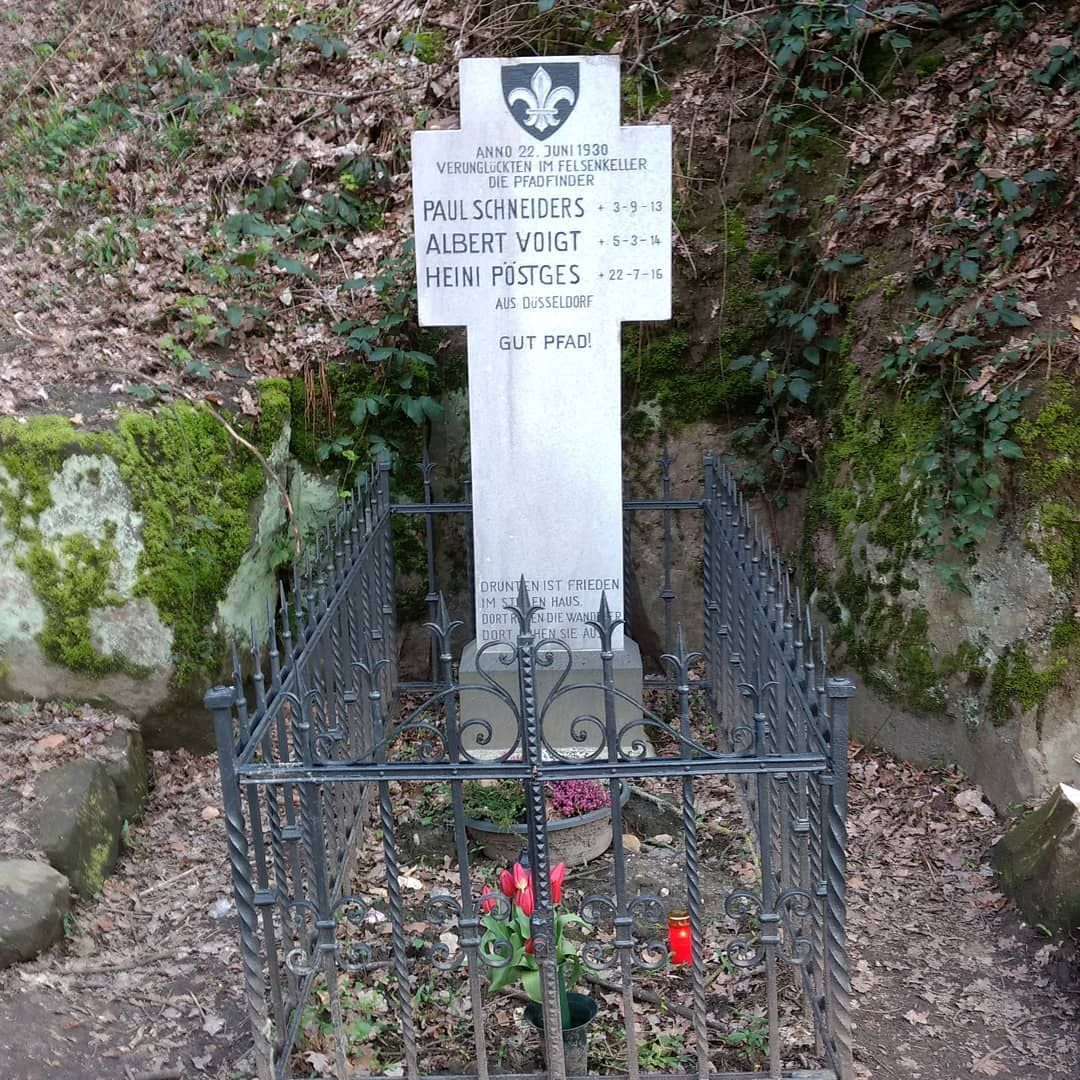
Pfadfindergrab 2021

Das Pfadfindergrab ist die mit einem Steinkreuz versehene und am 21. Juni 1931 eingeweihte Gedenkstätte eines Unglücks am frühen Morgen des 22. Juni 1930 auf dem Liedberg im Stadtteil Liedberg von Korschenbroich.

## Geschichte
Bis 1891 wurde in Liedberg unterirdisch Quarzsand abgebaut, der unter anderem zur Glasherstellung oder als Schmutzbinder verwendet wurde. In Liedberg nannte man die Stollen den „Felsenkeller“.
Das Unglück ereignete sich in den Stollen der „Alten Sandgrube“. 16 Mitglieder einer „Kolonial-Pfadfindergruppe“ des Pfadfindervereins Schinderhannes aus Düsseldorf feierten ab dem 21. Juni 1930 zunächst vor dem Stolleneingang die Sommersonnenwende und nachfolgend im Stollen die Aufnahme neuer Mitglieder. Angeführt wurden sie vom sechzehnjährigen Technikerlehrling Albert Voigt.
Sie befanden sich siebenhundert Meter vom Eingang entfernt, der selbst nur ein kniehohes Loch war, in einem Seitengang, der „Piratensaal“ genannt wurde und der etwa zehn Meter lang, zehn Meter breit und fünf Meter hoch sein soll. Um vier Uhr früh, beim Vergraben einer Urkunde, ereignete sich ein Felssturz. Ein etwa zehn Tonnen schwerer Steinblock fiel herab. Ein Jugendlicher konnte sich selbst befreien, ein zweiter konnte hervorgezogen werden. Drei Jugendliche kamen um: der vierzehnjährige Schreinerlehrling Heinrich Pöstges, Albert Voigt und der sechzehnjährige Elektrikerlehrling Gustav Paul Schneiders. Die Leiche von Pöstges, dem jüngsten Teilnehmer des Pfadfindertreffens, wurde von der Freiwilligen Feuerwehr Liedberg geborgen und später in Düsseldorf beerdigt. Die sterblichen Überreste von Voigt wurden zwar von der Feuerwehr gefunden, konnten aber nicht geborgen werden. Von Schneiders war nichts zu sehen. Die Feuerwehr versuchte noch Tage später, durch Klopfzeichen ein Lebenszeichen von ihm zu erhalten. Der Zugang zur Höhle wurde von der Polizei mit Beton und Erde verschlossen. Der Feuerwehrmann Hermann Eßer verfasste 1975 einen Bericht.
Die Verstorbenen waren:
- Albert Voigt, geb. 5. März 1914, Technikerlehrling, konnte nicht geborgen werden
- Gustav Paul Schneiders, geb. 3. September 1913, Elektrikerlehrling, wurde nicht gefunden
- Heini Pöstges, geb. 22. Juli 1917, jüngster der Gruppe, von der Feuerwehr tot geborgen